# Maximilian von Steinsdorf (General, 1852)
Maximilian von Steinsdorf (* 11. Januar 1852 in München; † 2. November 1919 ebenda) war ein bayerischer Generalmajor.

## Leben

### Herkunft
Er war ein Sohn des gleichnamigen bayerischen Generalmajors Maximilian von Steinsdorf (1808–1889) und dessen Ehefrau Clotilde, geborene von Adelsheim (1823–1884). Der bayerische Generalmajor Oskar von Steinsdorf (* 1857) war sein jüngerer Bruder.

### Militärkarriere
Aus dem Kadettenkorps kommend wurde Steinsdorf 1869 als Junker im 2. Feldartillerie-Regiment der Bayerischen Armee angestellt und avancierte Mitte Juli 1870 zum Leutnant. Als solcher nahm er 1870/71 während des Krieges gegen Frankreich an den Kämpfen bei Wörth und Sedan, der Beschießung von Bitsch sowie der Belagerung von Paris teil.
Nach dem Friedensschluss war Steinsdorf 1873 im 1. Fußartillerie-Regiment „Bothmer“ und im 1. Ulanen-Regiment tätig. Anschließend absolvierte er 1874 bis 1877 die Kriegsakademie, die ihm die Qualifikation für die Höhere Adjutantur aussprach. Als Oberleutnant folgte 1881 seine Versetzung in das 8. Infanterie-Regiment, wo Steinsdorf im Dezember 1886 zum Hauptmann und Kompaniechef aufstieg. Mit der Beförderung zum Major wurde er Mitte Juni 1893 in das 15. Infanterie-Regiment „König Albert von Sachsen“ nach Neuburg an der Donau versetzt. Steinsdorf kommandierte bis November 1896 das I. Bataillon und rückte anschließend als Oberstleutnant in den Regimentsstab auf. Daran schloss sich mit der Beförderung zum Oberst am 20. Juni 1899 eine Verwendung in Amberg als Kommandeur des 6. Infanterie-Regiments „Kaiser Wilhelm, König von Preußen“ an.
Nachdem er mit seiner bisherigen Uniform am 12. Januar 1902 à la suite der Armee gestellt worden war, wurde Steinsdorf am 30. Januar 1902 zum Kommandanten der Bundesfestung Ulm ernannt. In dieser Stellung folgte am 8. Juni 1902 seine Beförderung zum Generalmajor. In Würdigung seiner langjährigen Verdienste verlieh ihm Prinzregent Luitpold 1904 den Militärverdienstorden II. Klasse. Er war außerdem Ritter II. Klasse des Roten Adlerordens sowie Komtur des Ordens der Württembergischen Krone. Am 6. Mai 1905 wurde Steinsdorf von seinem Posten enthoben und zur Disposition gestellt.
Während des Ersten Weltkriegs wurde Steinsdorf als z. D.-Offizier wiederverwendet und fungierte bis 1916 als Kommandeur der stellvertretenden 7. Infanterie-Brigade in Würzburg.

### Familie
Steinsdorf hatte sich 1892 mit Anna Freiin Voith von Voithenberg verheiratet. Aus der Ehe gingen drei Kinder hervor.